# 片山宗哲
片山 宗哲(かたやま そうてつ、天正元年(1573年) - 元和8年(1622年))は、江戸時代前期の医師。与安法印とも。徳川家に仕えた。

## 生涯
天正元年(1573年)に山城国で片山俊実の子として誕生。
叔父で医師の片山宗僊の娘婿となり、医術を一鷗宗虎に学び名声を高める。
後に宗虎の推薦で慶長7年(1602年)徳川家康に仕え、家康が患った寒疾を一晩で治している。その後「法印」の称号を得る。
慶長16年(1611年)9月18日に家康の子である徳川義直が感冒を患った際は他の医師を払い除け家康が漢方薬の紫雪を服用させ、見事回復させた。この薬は宗哲が作ったものであり、家康は非常に喜んだという。
元和2年(1616年)3月に家康が病に倒れ、宗哲が介抱した際、宗哲は診察の結果「胃癌」であると突き止めている。
しかし家康が日常的に自身で調合した薬を服用しており、特に万病丹の服用のしすぎを宗哲が直言したため家康の怒りに触れ、信州高島藩に流され、流刑となる。家康はその直後の4月17日に病死する。
ただし、宗哲の知行は没収されておらず、徳川家中の者は宗哲の診断が正しいと認識していたとされる。
2年後の元和4年(1618年)4月に徳川秀忠によって呼び戻され、江戸幕府に仕える。
秀忠の息子である徳川家光の劇疾の治療にあたるなど活躍し、元和8年(1622年)にこの世を去った。

## その他
宗哲の流刑を聞いた細川忠興は息子の細川忠利に3月28日、驚きを隠せないと書状を出している。忠興も医学に通じた人物であり、宗哲の流刑は予想外だったと感じたとされる。
なお細川家の医師に片山白庵というものがいる。宗哲との関係は不明だが、白庵から知らせを聞いたとされる。
また伊達政宗も宗哲の流刑について記している。

## 宗哲を演じた人物
- 尾井治安-『葵 徳川三代』、2000年